# Крембо
Шоколадный поцелуй (нем. Schokokuss) или Поцелуй негра (нем. Negerkuss, название сохранилось на территории бывшего СССР, так как в русском языке слово "негр" не имеет негативного оттенка) или Кре́мбо (ивр. קרמבו‎) — десерт датской и еврейской кухни. Кондитерское изделие, представляющее собой круглое бисквитное печенье, покрытое «шапкой» из взбитых белков с сахаром и ароматизаторами и с напылённым поверх всего тонким слоем шоколада (0,2 мм). Взбитым белкам придаются разные вкусы.

## Описание

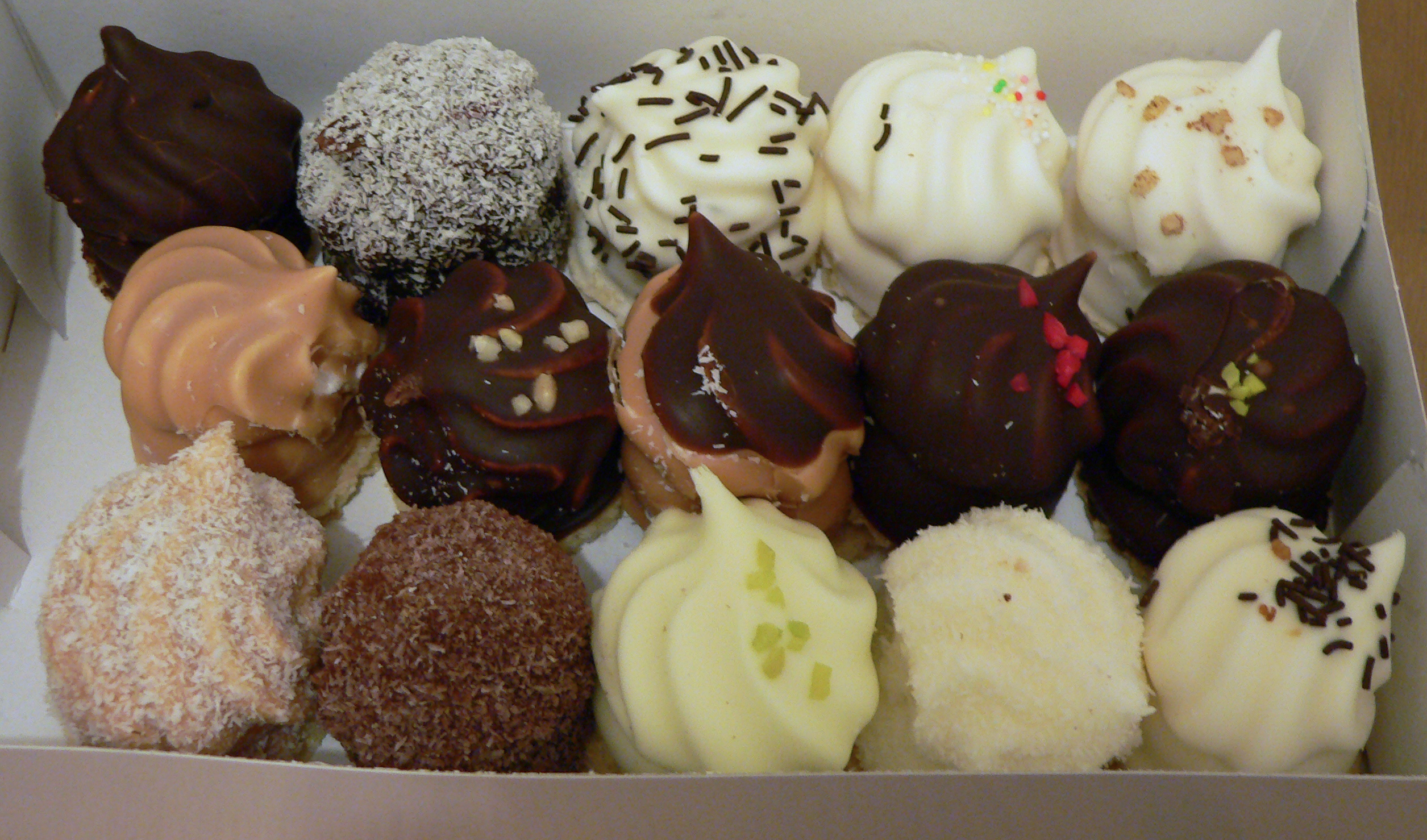
Кустарно изготовленные шоколадные поцелуи в Мангейме, Германия

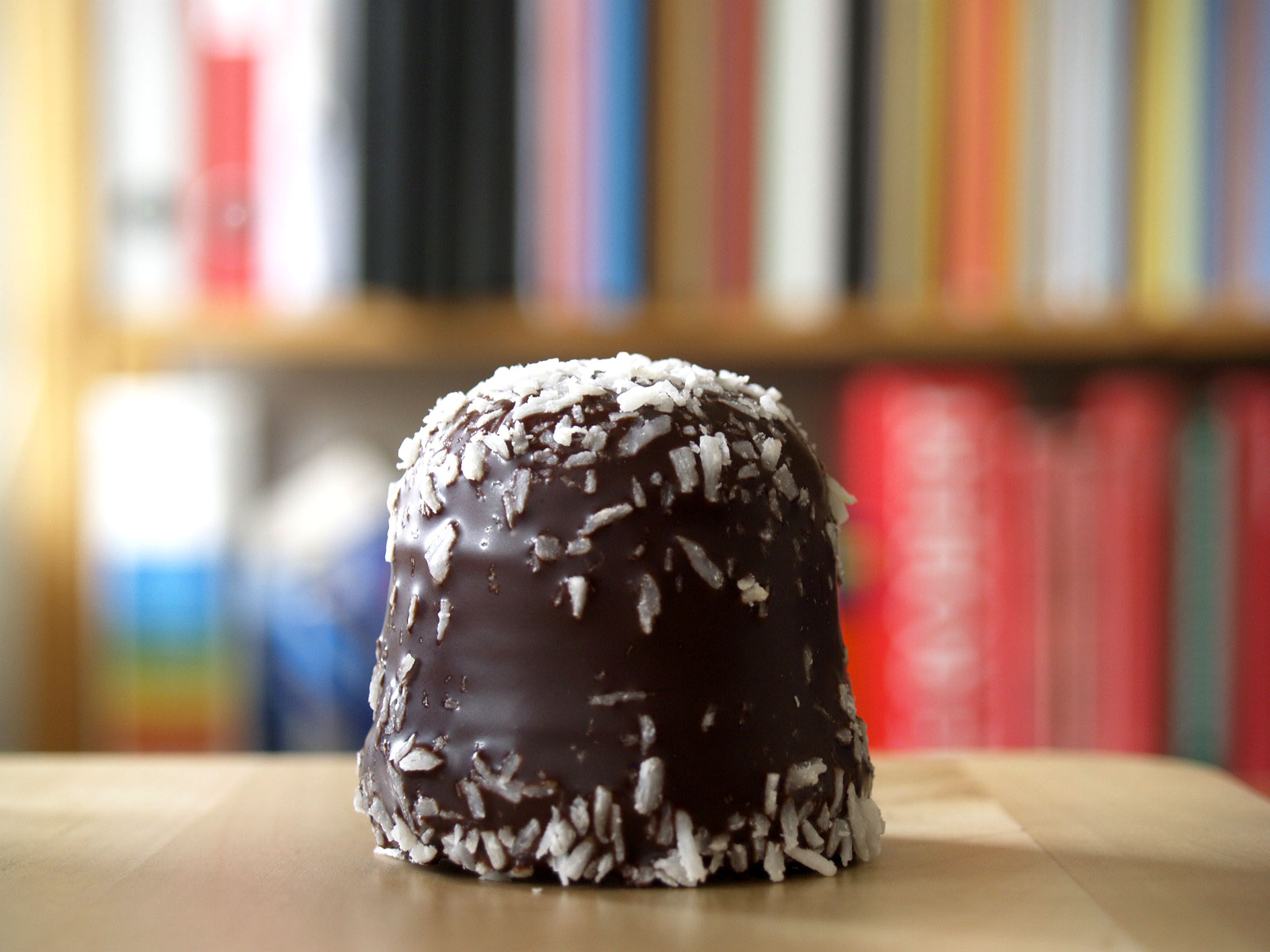
Крембо с кокосовой стружкой

Десерт широко распространён на территории Центральной Европы: Германии, Швейцарии и Австрии. Его традиционное название Поцелуй негра уже несколько десятилетий считается «неполиткорректным» и заменяется на те или иные другие названия. В странах своего первоначального распространения Шоколадный поцелуй всё ещё иногда готовят дома, а также нередко — в маленьких пекарнях, которые предлагают бесконечное количество вариантов глазури (не обязательно шоколадной), дополнительной обсыпки и вкусов начинки.
Однако, поскольку десерт оказался «устойчив» к фабричному производству и долгосрочному хранению, это обусловило его широкое распространение по всему миру. Фабричный Шоколадный поцелуй чаще всего имеет классическую шоколадную глазурь.

## Шоколадный поцелуй в Израиле

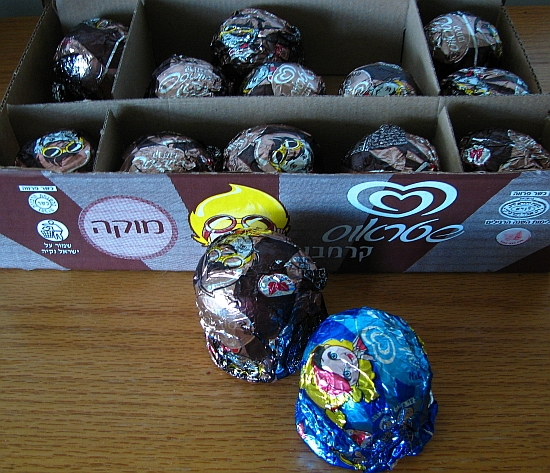
Классический стиль промышленной упаковки крембо в Израиле

В Израиль это изделие привезли в 1940-х годах еврейские переселенцы из Дании. Первоначально оно было домашнего изготовления и, как и в Европе, репатрианты из Дании называли его «ку́ши» (כושי «негр»). Однако в 1966 компания «Витман», начавшая его конвейерное производство, изменила название на более политкорректное крембо (буквально — «крем в нём»). В 1979 эту компанию приобрела компания «Штраус» (известная как производитель мороженого), на долю которой теперь приходится 54 % рынка «Крембо».
В Израиле Крембо считается зимним лакомством и продаётся только с октября по февраль. Несмотря на это, в год продаётся около 50 миллионов «Крембо». Крембо в Израиле обычно обёртывается тонкой алюминиевой фольгой. Стандартная масса — 25 г, энергетическая ценность 115 калорий, наиболее распространённые вкусы — ваниль и мокко.
В ивритском переводе романа «Гарри Поттер и философский камень» Крембо — любимая еда Дамблдора.

## Шоколадный поцелуй в России
В 2010-е годы десерт появился в широкой продаже в России, где его производством и продвижением занимаются несколько компаний. В продаже доступны различные разновидности, а также вариации на тему крембо.